# ثمار الحب (مسلسل)
ثمار الحب (بالإسبانية: La Mujer De Judas)‏ هو مسلسل فنزويلي درامي رومانسي وإثارة. عرض في عدة دول عالمية. قام بدور البطولة الممتلة الفنزويلية شانتال بودوا، الاسم الاصلي للمسلسل هو «المرأة المجرمة» La Mujer De Judas سمي بهدا الاسم لان حلقات المسلسل تدور حول المرأة المجرمة التي تتجول في بلدة كارورا وتقتل الناس. عرض المسلسل أول مرة عام 2002 م، وتحكي قصة عن غلوريا ليال، وهي طالبة جامعية، تقرر القيام بأطروحة وثائقية عن قصة قتل أحد الكهنة.

## القصة
غلوريا، فتاة جامعية تحضر أطروحة في الإخراج التلفزيوني، وتحاول إنجاز عمل ضخم يهم ألتاغراسيا ديل تورو أو الفتاة الملقبة ب «المرأة المجرمة». فخبر خروج ألتاغراسيا ديل تورو من السجن بموجب عفو، كان بمثابة صدمة لكل من يعرفها إلا أقرب الناس إليها. ألتاغراسيا تعتبر في نظر العدالة والإعلام المحليين قاتلة، فالكل يعتقد أنها هي التي قتلت كاهن «كارورا» «سيباستيان سانتوس» منذ عشرين عاما.
هذه الأحداث استرعت انتباه غلوريا من أجل إنجاز فيلم وثائقي عن هذه الحادثة التي هزت الرأي العام... إنها فكرة مذهلة، ربما ستكون فرصة أمام غلوريا لولوج عالم الشهرة والنجومية... كانت الأولوية لدى غلوريا هي النجاح، فبدأت بالتحقيق في الماضي الغامض لتلك «المرأة المجرمة»... وخاصة أنها ترى الأحداث قبل وقوعها، وتجتاحها رؤى تكشف لها عن أشياء وعن أحداث لم تستطع الشرطة الوصول إليها، رغم عمليات التحري التي قامت بها من أجل الوصول إلى الحقيقة.
فهل ستستطيع غلوريا أن تفك اللغز الذي يحيط بتلك المرأة المنبوذة؟ وهل تستطيع مواجهة المخاطر ونبش الماضي؟ فالسر الذي تم إخفائه كل تلك السنوات يربط بين ستة نساء متورطات في جريمة قتل، وهناك شاهد على تلك الجريمة وهو الكاهن سيباستيان سانتوس الذي سيقتل بدوره وتتهم ألتاغراسيا ديل تورو بقتله وستقضي أجمل أيام عمرها وراء قضبان السجن من أجل جريمة لم تتضح معالمها، وربما تكون بريئة منها، وتتوالى الأحداث مع بزوغ حقائق ومفاجآت أخرى

## الشخصيات
| الشخصية العربية          | الممثل | مؤدي الصوت العربي | معلومات عن الشخصية |
| ------------------------ | --- | ----------------- | --- |
| غلوريا ليال              | شانتال بودوكس | سهير ناصر الدين   | غلوريا هي بطلة المسلسل، تملك قدرة على رؤية المستقبل والاموات                                                                   |
| سالومون فايسمن           | Juan Carlos Garcia ألتغراسيا ومارينا وخواكا وريكاردا ولورا وتشيشيتا كانوا مرة المرأة المجرمة لا قبل ال20سنة ولا بعدها. | طوني صاصي         | سالومون فايسمن هو رئيس مستودعات دل تورو ويقع في حب غلوريا من أول نظرة                                                          |
| ألتاغراسيا ديل تورو      | Astred Carolina Herrera                                                                                                | إيمان بيطار       | ألتغراسيا هي الملقبة ب'المرأة المجرمة' وهي من اتهمت بقتل الكاهن سبستيان وهي مغرمة به وأيضا هي أم غلوريا الحقيقية من سبستيان \| |
| ماركوس روخاس باوول       | شانتال بودوكس | طوني عاد          | ماركوس هو أخ الكاهن المقتول وهو من أطلق على ألتغراسيا لقب 'المرأة المجرمة' وسيقع في حبها                                       |
| مارينا باتيستا           | جليدايس إيبارا | تقلا شمعون        | مارينا هي أخت غير شرعية لألتغراسيا وقد عادت لكارورا للبحث عن المال الدفون وأخد إرثها                                           |
| خواكينا ليال             | Julie Restifo | روزي اليازجي      | خواكينا هي سائقة شاحنة والام المربية للغلوريا وهي أقرب صديقة إلى ألتغراسيا                                                     |
| لودوبيكو أغويرو ديل تورو | Javier Vidal | حسن حمدان         | لودوبيكو هو ابن عمة ألتاغراسيا وهو يطمع في رئاسة المستودعات وإيجاد المال المدفون                                               |
| شيشيتا أغويرو ديل تورو   | Dora Mazzone | ديانا إبراهيم     | شيشيتا هي زوجة لودوبيكو وهي نصف مجنونة ومريضة بمرض انفصام في الشخصية                                                           |
| ريكاردا أرواخو           | Fedra Lopez | فاتن خليفة        | ريكاردا خرقاء ومهرجة وهي أيضا تبحث عن المال المدفون وأيضا هي أم مربية لكورديليا                                                |

## الدول التي عرضته
عرض المسلسل في عدة دول وبعدة لغات من خلال القنوات الفضائية:
| الدولة                   | القناة الباثة                | التاريخ | الرابط على القناة                                        |
| ------------------------ | ---------------------------- | ------- | -------------------------------------------------------- |
| المغرب                   | دوزيم                        | 2009    | http://www.2m.tv/arabe/mousalsalate/article.asp?cat=1259 |
| ألبانيا                  |                              |         |                                                          |
|                          |                              |         |                                                          |
|                          |                              |         |                                                          |
| البوسنة والهرسك          |                              |         |                                                          |
| بلغاريا                  |                              |         |                                                          |
| تشيلي                    |                              |         |                                                          |
| كرواتيا                  |                              |         |                                                          |
| كولومبيا                 |                              |         |                                                          |
| جمهورية الدومينيكان      |                              |         |                                                          |
| مصر                      |                              |         |                                                          |
| لبنان                    | الجديد قناة المرأة العربية\| |         |                                                          |
| جورجيا                   |                              |         |                                                          |
| المجر                    |                              |         |                                                          |
| إندونيسيا                |                              |         |                                                          |
| العراق                   |                              |         |                                                          |
| كازاخستان                |                              |         |                                                          |
| لاتفيا                   |                              |         |                                                          |
| ليتوانيا                 |                              |         |                                                          |
| ماليزيا                  |                              |         |                                                          |
| المكسيك                  |                              |         |                                                          |
| باراغواي                 |                              |         |                                                          |
| الفلبين                  |                              |         |                                                          |
| بورتوريكو                |                              |         |                                                          |
| رومانيا                  |                              |         |                                                          |
| روسيا                    |                              |         |                                                          |
| صربيا و الجبل الأسود     |                              |         |                                                          |
| سلوفينيا                 |                              |         |                                                          |
| الإمارات العربية المتحدة | أبوظبي                       |         |                                                          |
| أوكرانيا                 |                              |         |                                                          |
| الأوروغواي               |                              |         |                                                          |
| فنزويلا                  |                              | 2002    |                                                          |

## روابط خارجية
- ثمار الحب على موقع IMDb (الإنجليزية)
- ثمار الحب على موقع كينوبويسك (الروسية)
- ثمار الحب على موقع قاعدة بيانات الفيلم (الإنجليزية)